# Foster Brook
 (août 2025).
Foster Brook est une census-designated place située dans le comté de McKean, dans l’État de Pennsylvanie, aux États-Unis. Lors du recensement de 2020, elle compte 1 127 habitants.